# 조프루아넓적코박쥐
조프루아넓적코박쥐(Platyrrhinus nigellus)는 주걱박쥐과(신세계잎코박쥐과)에 속하는 남아메리카 박쥐의 일종이다. 볼리비아와 콜롬비아, 에콰도르, 페루, 베네수엘라에서 발견된다.

## 분포 및 서식지
베네수엘라 서부 지역부터 남쪽으로 콜롬비아와 에콰도르, 페루, 볼리비아까지 안데스 산맥을 따라 발견된다. 과식성 동물로 야자수 아래에서 사는 것을 좋아한다.